# México Sesenta y Ocho
México Sesenta y Ocho es una ranchería del municipio de Caborca ubicada en el noroeste del estado mexicano de Sonora, en la zona del desierto de Sonora. Según los datos del Censo de Población y Vivienda realizado en 2020 por el Instituto Nacional de Estadística y Geografía (INEGI), México Sesenta y Ocho tiene un total de 135 habitantes. El nombre se le dio por el Movimiento de 1968 en México que fue un movimiento social y estudiantil, en la que se dio la Masacre de Tlatelolco.

## Geografía
México Sesenta y Ocho se sitúa en las coordenadas geográficas 30°47'52" de latitud norte y 112°25'54" de longitud oeste del meridiano de Greenwich, a una elevación de 222 metros sobre el nivel del mar.